# Turin (Iowa)
Pour les articles homonymes, voir Turin (homonymie).
Turin est une ville du comté de Monona, en Iowa, aux États-Unis. Elle est fondée en 1887 et incorporée le 6 avril 1900. 

## Source de la traduction
- (en) Cet article est partiellement ou en totalité issu de l’article de Wikipédia en anglais intitulé « Turin, Iowa » (voir la liste des auteurs).